# Life of da Party
"Life of da Party" je treći singl sa Snoop Doggovog devetog studijskog albuma Ego Trippin'. U pjesmi gostuje Too Short i Mistah F.A.B., a producent je Scoop DeVille. Pjesma je objavljena 11. ožujka 2008. godine.

## Top liste
| Top lista (2008.)                            | Završna pozicija |
| -------------------------------------------- | ---------------- |
| SAD Billboard Bubbling Under Hot 100 Singles | 5                |
| SAD Billboard Hot R&B/Hip-Hop Songs          | 48               |
| SAD Billboard Hot Rap Tracks                 | 14               |